# 科尼托 (北卡羅來納州)
科尼托（英語：Conetoe）是一個位於美國北卡羅萊納州厄齊康縣的城鎮。

## 人口
根據2020年美國人口普查的數據，科尼托的面積為0.89平方千米，皆為陸地。當地共有人口198人，而人口密度為每平方千米222人。